# Alves dos Reis

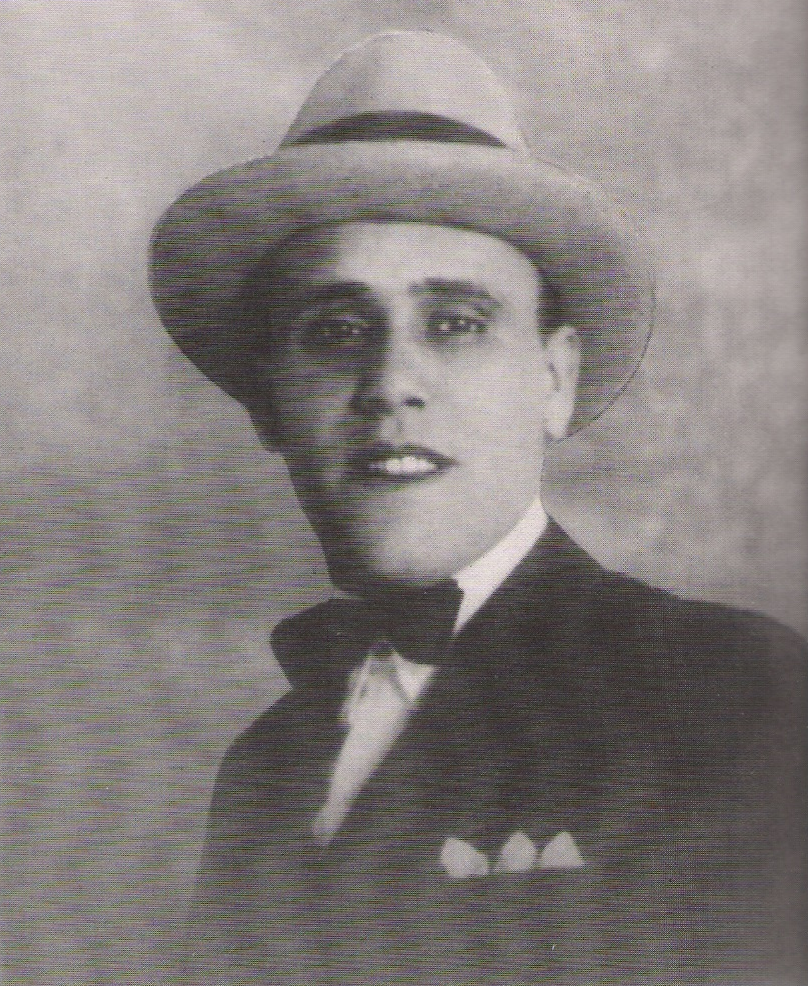
Alves dos Reis (ca. 1925)

Artur Virgílio Alves dos Reis (* 3. September 1898 in Lissabon; † 9. Juni 1955) war ein portugiesischer Betrüger. Er ist verantwortlich für den bisher zweitgrößten Falschgeldbetrug in der Geschichte des Bankwesens, übertroffen lediglich durch die nationalsozialistische Aktion Bernhard. Reis’ Falschgeld führte zu einer Destabilisierung der Ersten Portugiesischen Republik und trug zu ihrem Sturz durch den Militärputsch 1926 bei.

## Anfänge
Alves dos Reis wuchs in kleinbürgerlichen Verhältnissen auf. Sein Studium der Ingenieurwissenschaften brach er zugunsten einer Heirat mit Maria Luísa Jacobetti de Azevedo bereits im ersten Jahr ab, zumal das Geschäft seines Vaters Konkurs anmeldete und er mittellos dastand. Im Jahr 1916 wanderte er in die damalige portugiesische Kolonie Angola aus, um dort sein Glück zu versuchen. Sehr bald erhielt er eine leitende Stelle im Bauwesen. Diesen schnellen Aufstieg verdankte er einem gefälschten Diplom der Polytechnic School of Engineering in Oxford, einer nicht vorhandenen Einrichtung.
Mit einem ungedeckten Scheck erkaufte Reis sich die Aktienmehrheit einer angolanischen Eisenbahngesellschaft, mit der er Reichtum und Ansehen erwarb.

## Der Fall Ambaca
Zurück in Lissabon beteiligte er sich 1922 über eine US-amerikanische Automobilhandelsfirma an der Ambaca-Eisenbahn in Angola. Er bereicherte sich an der Eisenbahngesellschaft, indem er Firmengelder in Höhe von ca. 100.000 US-Dollar (kaufkraftbereinigt in heutiger Währung ca. 1.600.000 US-Dollar) auf sein persönliches Konto überwies. Mit diesem Geld erwarb er Anteile an anderen Unternehmen, u. a. auch an der Companhia Mineira do Sul de Angola, einer angolanischen Bergbaufirma. Der Betrug flog auf und im Juli 1924 wurde er in Porto nach einem ordentlichen Verfahren inhaftiert.

## Fälschung der Banknoten

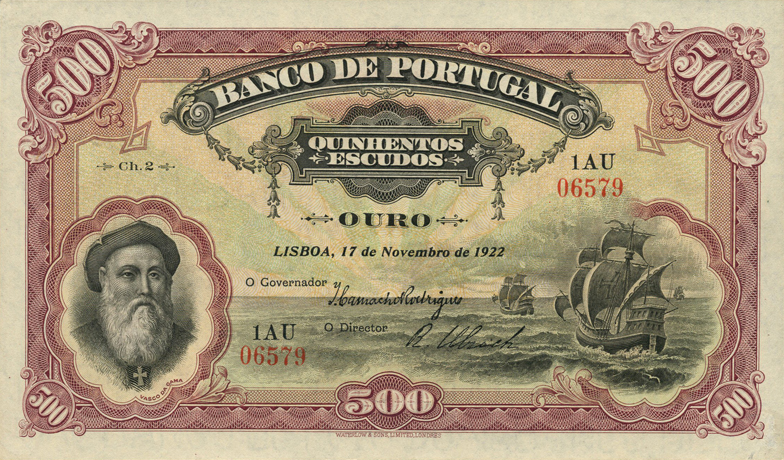
500-Escudos-Note aus der Auflage des Alves dos Reis

Während seiner Haftzeit – er saß nur 54 Tage ein – plante er seinen größten Coup: die Fälschung eines Vertrages der Banco de Portugal. Als Zentralbank hatte diese die Oberaufsicht über den Geldverkehr in Portugal und somit auch das Recht zum Gelddrucken. Seine Idee war, im Namen der Bank den Auftrag für eine Serie von 500-Escudo-Scheinen an eine private Firma zu erteilen und so gefälschte Banknoten zu erhalten, die man nicht von echten Scheinen unterscheiden konnte.
Im Jahre 1924 knüpfte Alves dos Reis Kontakte mit einflussreichen Persönlichkeiten, die er in Folge als nichtsahnende Helfer einspannte. Darunter waren der niederländische Finanzier Karel Marang van IJsselveere und José Bandeira, der Bruder des Botschafters in Den Haag.
Alves dos Reis setzte einen fiktiven Vertrag auf und schaffte es, diesen von verschiedenen offiziellen Stellen notariell beglaubigen zu lassen, u. a. von den englischen, französischen und deutschen Konsulaten. Die Unterschrift des portugiesischen Botschafters verschaffte Reis dabei vermutlich Zugang zu den entsprechenden Personen.
Über Karel Marang, der einem Unternehmen für Gelddruck vorstand, wurde schließlich der Kontakt mit dem britischen Unternehmen Waterlow & Sons hergestellt, das auch normalerweise offizielle Druckaufträge aus Portugal bearbeitete. Am 4. Dezember 1924 verhandelte Marang mit William Waterlow und bat diesen aufgrund politischer Gründe um größtmögliche Diskretion. Als Zweck der neuen Geldserie wurde angegeben, den Geldverkehr in der Kolonie Angola zu beleben. Da das Geld ausschließlich in Übersee verwendet werden sollte, wurde zwischen den Vertragspartnern vereinbart, die Druckplatten einer bereits in Umlauf befindlichen Notenserie wiederzuverwenden. Lediglich ein Zusatz „Angola“ sollte hinzugefügt werden. Aufgrund der ungewöhnlichen Umstände schrieb William Waterlow einen vertraulichen Brief an den Leiter der portugiesischen Zentralbank. Wie dieser Brief von Reis abgefangen wurde, ist nicht bekannt, aber das Antwortschreiben selbst stammt aus seiner Feder.
Nachdem alle Zweifel ausgeräumt waren, wurden bei Waterlow & Sons schließlich 200.000 Banknoten mit einem Nominalwert von 500 Escudos gedruckt. Diese Summe entsprach ungefähr 1 Prozent des portugiesischen Bruttoinlandsprodukts zu der Zeit. Die Anzahl der gefälschten Banknoten war fast genauso hoch wie die der legalen. Im Februar 1925 gelangten die ersten Noten durch Hilfe von José Bandeira über England nach Portugal. Anschließend gelang es Karel Marang, über die liberianische Botschaft in England einen gesicherten Transport zu etablieren.
Obwohl Alves dos Reis der Initiator dieser Vorgänge war, behielt er nur 25 Prozent der Geldsumme für sich. Er teilte die Summe in 200 Bankanleihen der Banco Comercial Português ein, einer Agrarbank, mit der er sich eine Rendite von 7 Prozent erhoffte und gleichzeitig die verarmenden Mittelschichten beim Kauf von Reisplantagen unterstützen wollte. Dies reichte für ihn jedoch aus, denn er musste mit ansehen, wie die Bank ihre finanziellen Mittel für Kriegstreiberei in Angola benutzte. Im Juni 1925 beschloss er ein eigenes Bankhaus zu gründen und dem etablierten System der Wucherzinsen entgegenzusteuern. Wiederum fälschte er Unterlagen, um die Zulassung dafür zu beschleunigen. Er investierte sein Geld in Aktien und im Devisenhandel. Darüber hinaus legte er sich zahlreiche Immobilien zu und übernahm das gesamte Taxigeschäft in der portugiesischen Hauptstadt. Zudem finanzierte er seinem Komplizen José Bandeira einen aufwendigen Lebensstil, da dieser zahlreiche Liebschaften zu berühmten Damen in ganz Europa unterhielt.
Ein Ziel von Alves dos Reis scheint gewesen zu sein, die halbstaatliche Banco de Portugal zu übernehmen, um seine dunklen Machenschaften besser verdecken zu können. Während des ganzen Jahres 1925 kaufte er über Strohmänner rund 10.000 Aktien der Bank, wobei rund 45.000 zur Aktienmehrheit gereicht hätten.

### Enttarnung

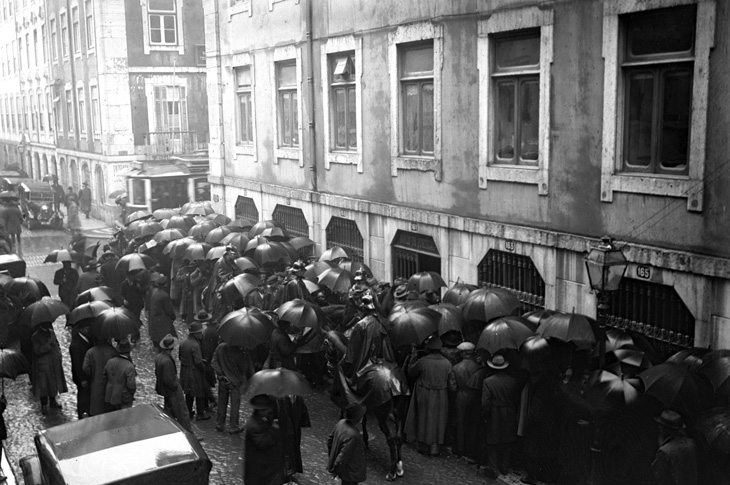
Andrang vor der Bank von Portugal zum Umtausch von 500-Escudo-Noten, 8. Dezember 1925

Währenddessen fiel es an mehreren Stellen auf, dass die Umlaufmenge der 500-Escudo-Scheine viel zu hoch war. Die Spezialisten der Notenbank konnten jedoch keine gefälschten Scheine finden. Ab dem 23. November 1925 interessierten sich Journalisten der Zeitung O Século für die wenig transparenten Vorgänge bei der Hausbank von Alves dos Reis. Es war aufgefallen, dass diese Bank Kredite zu extrem günstigen Zinsen anbieten konnte, ohne praktisch Kunden vorweisen zu können, die ihr Geld dort auch anlegten. Kurioserweise dachten die Journalisten bei den Vorgängen an einen Versuch der deutschen Spionage, die Finanzen in Portugal zu ruinieren, um eine Übernahme der Kolonie Angola möglich zu machen.
Am 5. Dezember 1925 wurde der erste Bericht in der Zeitung publiziert. Noch am Vortag war es zum ersten Mal gelungen, bei Alves dos Reis eine Banknote zu finden, die die gleiche Nummer wie ein legaler Geldschein aufwies. Erst hiernach wurden die Machenschaften von Reis aufgedeckt. Es erging eine Order an alle Banken, ihre Banknoten der Seriennummer nach zu sortieren. Hierauf kam es massenhaft zur Entdeckung falscher Noten.
Das Eigentum von Alves dos Reis wurde sofort konfisziert, wodurch man auch die gefälschten Unterlagen für seine Unternehmungen fand. Er wurde am 6. Dezember 1925 an Bord eines Schiffes festgenommen, mit dem er nach Angola zurückkehren wollte. Am Tag seiner Festnahme war er erst 28 Jahre alt. Auch die meisten seiner Komplizen konnten festgenommen werden.

## Urteil und Gefangenschaft

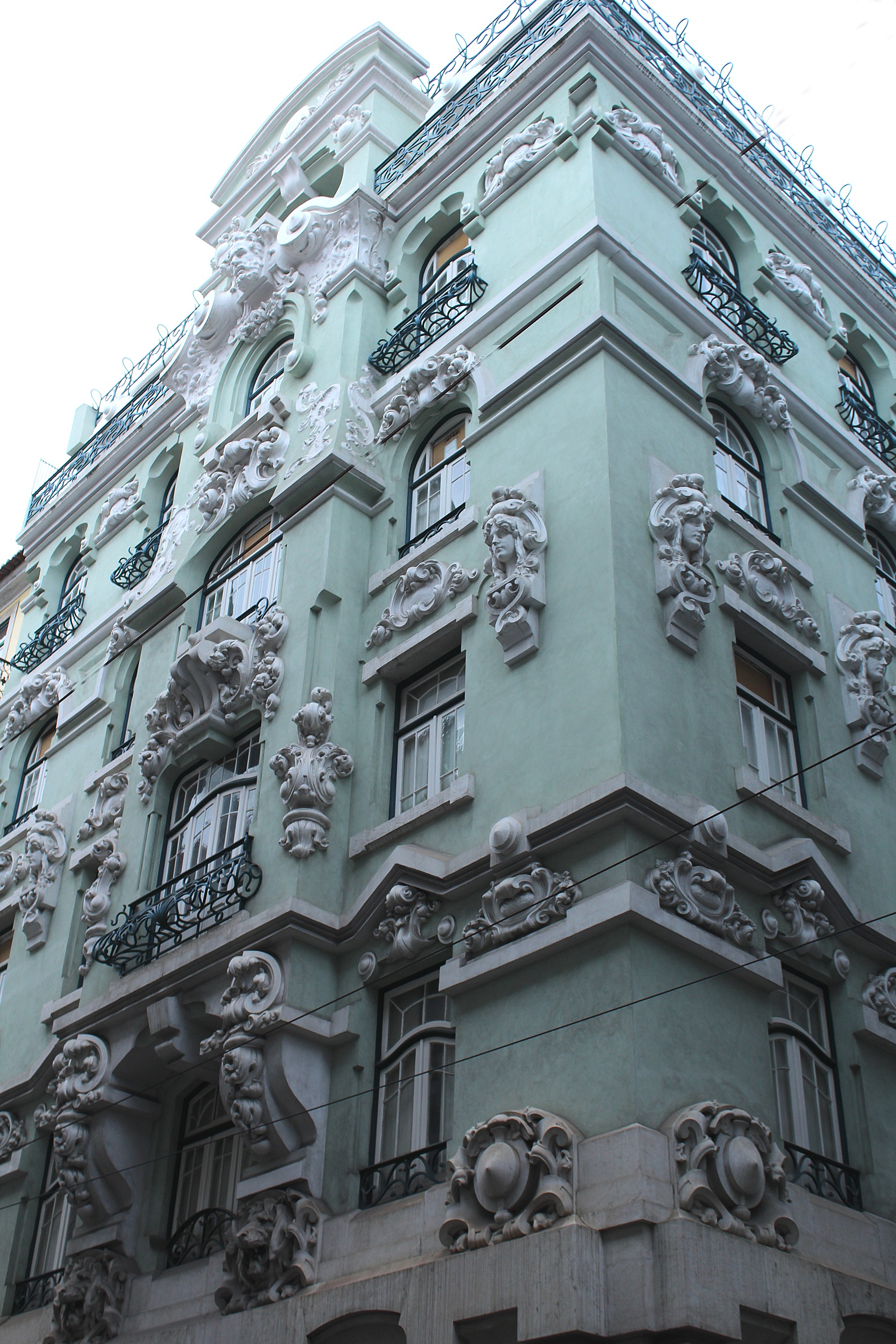
Gebäude der ehemaligen Banco de Angola e Metrópole in Lissabon, von Alves dos Reis im Juni 1925 gegründet

Alves dos Reis war vom 6. Dezember 1925 bis zum 8. Mai 1930 in Gefangenschaft. In dieser Zeit konnte er einen Richter davon überzeugen, dass der Vorstand der Banco de Portugal selbst an dem Betrug beteiligt war. Dies schaffte er wiederum durch gefälschte Identitätspapiere. Nach einem Suizidversuch wurde er vorläufig entlassen.
Das endgültige Urteil wurde im Mai 1930 im Gericht St. Clara verkündet: 20 Jahre Haft, davon 8 Jahre Gefängnis und 12 Jahre Verbannung. Alternativ konnte Alves dos Reis auch für 25 Jahre in die Verbannung. Ihm wurde zugutegehalten, dass eines seiner Ziele war, die wirtschaftliche Entwicklung in Angola anzukurbeln. Während seiner Gefangenschaft konvertierte Reis zum protestantischen Glauben. Entlassen wurde er im Mai 1945. Ihm wurden sofort von mehreren Bankhäusern Stellen angeboten, die er aber alle zurückwies. Er ging zurück nach Angola, wo er sich dem Kaffeeanbau widmete. Dort verdiente er sich großen Respekt bei der einheimischen schwarzen Bevölkerung, da er ihnen neue Möglichkeiten beim Handel zeigte. Es war zu der damaligen Zeit Usus, die Schwarzen bei der Ernte um ihren rechtmäßigen Anteil zu bringen. Alves dos Reis zeigte den Bauern, wie sie es anstellen mussten, nicht betrogen zu werden. Bei diesen Vorgängen wurde er jedoch erneut bei einem Betrug erwischt. Vor Antritt der Haftstrafe verstarb Alves dos Reis jedoch am 9. Juni 1955 an einem Herzinfarkt. Total verarmt konnte er seinem Sohn lediglich einen alten Leinenanzug hinterlassen.

## Epilog
Die portugiesische Währung erlitt infolge des Betrugs starke Schwankungen und verlor einen Großteil ihrer Glaubwürdigkeit. Auch die portugiesische Politik und Finanzwelt büßten an Reputation ein, von der sie sich nicht mehr erholen konnten. 1926 wurde die Erste Portugiesische Republik durch einen Militärputsch unter Manuel de Oliveira Gomes da Costa gestürzt, woraus sich bis zum Jahre 1932 schließlich der diktatorische Estado Novo von António de Oliveira Salazar entwickelte.
Gegen Waterlow & Sons wurde ein Prozess eröffnet, in dessen Folge sie zur Zahlung einer Entschädigung an die Banco de Portugal verurteilt wurden. Nach der Zahlung musste das Unternehmen Konkurs anmelden.

## Verfilmung
- Millionen nach Maß (Regie: Erich Neureuther, 1970), mit Curd Jürgens, Ruth-Maria Kubitschek und Wolfgang Völz. DVD Nr. 24 in der Reihe Straßenfeger, 2010 (freie Bearbeitung)